# Vénérolles
Vénérolles ist eine französische Gemeinde mit 225 Einwohnern (Stand 1. Januar 2022) im Département Aisne in der Region Hauts-de-France (vor 2016 Picardie). Sie gehört zum Arrondissement Vervins, zum Kanton Guise und zum Kommunalverband Thiérache Sambre et Oise.

## Lage
Die Gemeinde Vénérolles liegt am Nordwestrand der Thiérache am Fluss Noirrieu, in den hier der Iron mündet, und am parallel verlaufenden Sambre-Oise-Kanal, 27 Kilometer nordöstlich von Saint-Quentin. Nachbargemeinden von Vénérolles sind Étreux im Norden und Nordosten, La Neuville-lès-Dorengt im Südosten, Iron im Süden, Hannapes im Südwesten und Westen, Tupigny im Westen sowie Wassigny im Nordwesten.

## Bevölkerungsentwicklung
| Jahr                       | 1962 | 1968 | 1975 | 1982 | 1990 | 1999 | 2006 | 2013 | 2022 |
| Einwohner                  | 284  | 327  | 278  | 268  | 260  | 265  | 233  | 231  | 225  |
| Quellen: Cassini und INSEE |      |      |      |      |      |      |      |      |      |

## Sehenswürdigkeiten

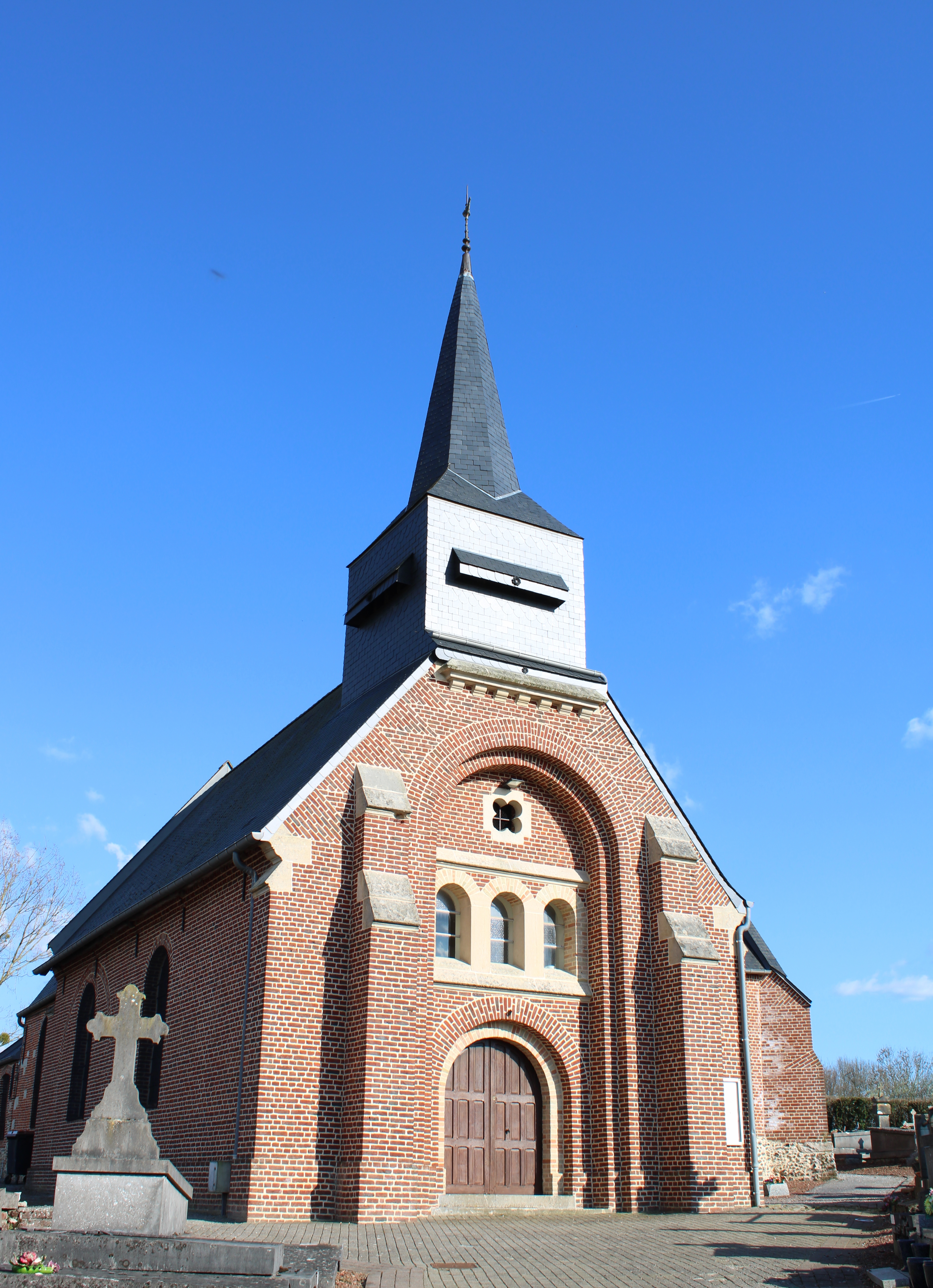
Kirche Saint-Timothée
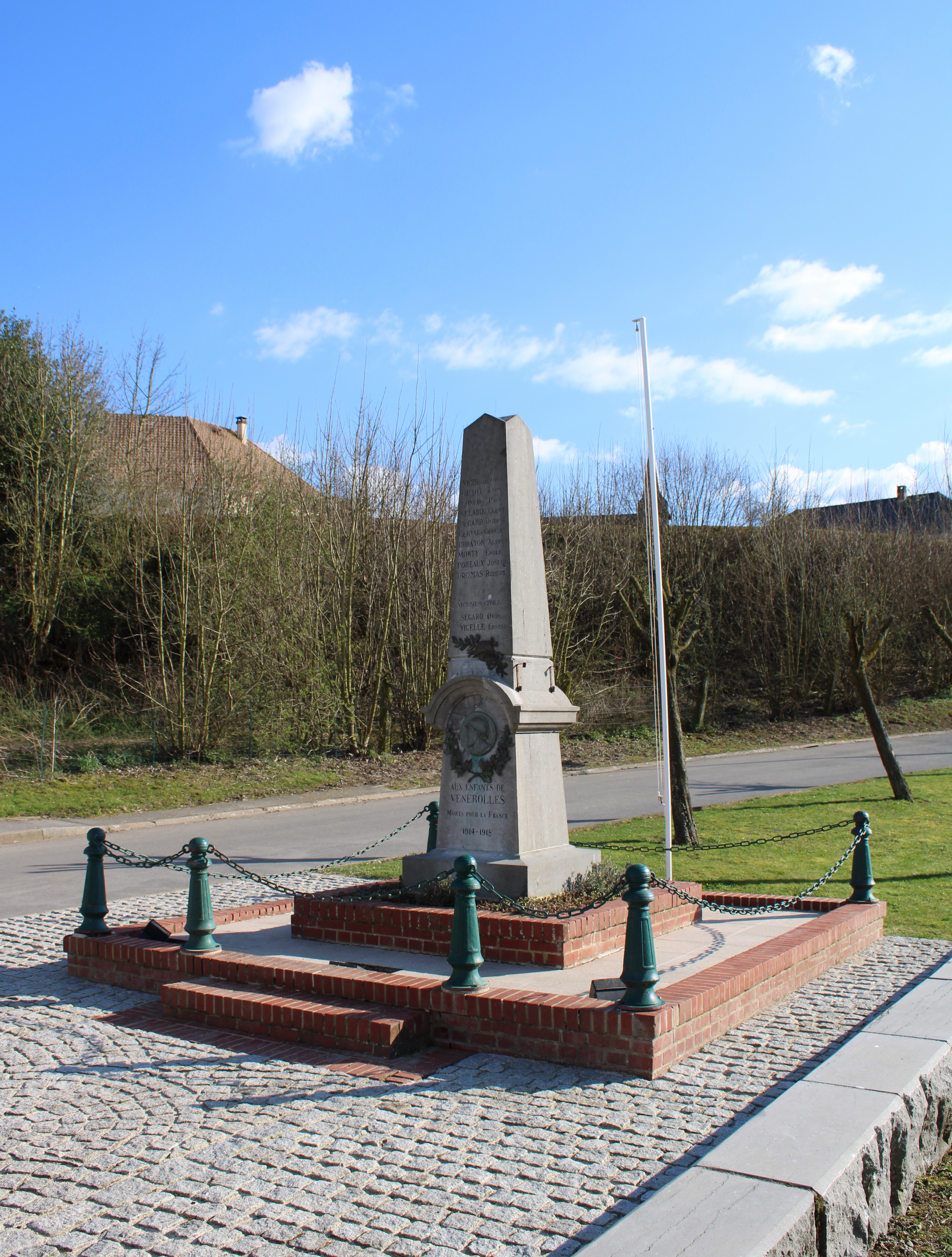
Gefallenendenkmal

- Kirche Saint-Timothée
- Gefallenendenkmal